# Белен-де-Баллю, Яков Яковлевич
Яков Яковлевич Белен-де-Баллю (фр. Jacques Niicolas Belin de Ballu; 1753, Париж — 16 июня 1815) — филолог, знаток античности, профессор греческой и французской словесности.

## Биография
Родился в Париже в 1753 году. Сведений о воспитании и обучении не сохранилось. Был членом Парижской королевской академии надписей и изящной словесности, советником Монетного департамента, членом Национального института, членом Московского общества испытателей природы. Стал известным во Франции благодаря своим печатным трудам по вопросам античной литературы.
В 1803 году по приглашению куратора Санкт-Петербургского округа Н. Н. Новосильцева, который временно заведовал Харьковским учебным округом, приехал в Харьков и 4 декабря 1803 года был назначен профессором греческой и французской литературы Харьковского университета. В 1804 году стал членом комитета по «ускорению дел по обустройству университета», который был образован Северином Потоцким. Во время открытия университета 17 января 1805 года прочитал речь на латинском языке «О необходимости наук для всех государственных званий, а в особенности военного».
На первом заседании Совета университета 18 января 1805 года был избран библиотекарем университетской библиотеки и одновременно исполнял обязанности инспектора казеннокоштных студентов. Как первый библиотекарь сделал многое для создания и организации библиотеки; в 1807 году составил каталог 17 греческих рукописей богословского, философского, медицинского характера, относящихся к XII—XIII векам и хранившихся в библиотеке.
В 1808—1809 годах — декан словесного факультета Харьковского университета.
В 1811 году был направлен в Санкт-Петербургский педагогический институт ординарным профессором греческого языка и словесности. Преподавал также латинский и греческий языки в Санкт-Петербургской губернской гимназии.
В 1811 году Харьковский университет избрал его почётным членом.
В 1812 году был произведён в коллежские советники.
Был известен своими переводами Геродота, Гомера, Лукиана. Будучи доктором философии и блестящим лектором, славился своим красноречием.
Умер 16 (28) июня 1815 года.

## Работы
- Crestomatia poеtica sive eclodae poеta rum Latinorum in usum studiosae juventittis Rossicae. — Харьков: Тип. ун-та, 1809. Project de règlement pour la maison des étudiants de la Couronne. — Харьков: Тип. ун-та, 1807.
- Le dictionnaire des primitifs inusites de la Langue Latine. — Харьков: Тип. ун-та, 1811.
- Discours sur l’education publique comparé á l’education privé // Речи, говоренные в торжественном собрании Имп. Харьк. ун-та, ,бывшем 30 августа 1807 г. — Харьков, 1807. — С. 33—53.
- Que l’on doit se prepare par l’etude des sciences au maniment des Armes, et allier la Philosophie à l’art des combats // Речи, говоренные в торжественном собрании 17 января 1805 года при открытии Имп. Харьк. ун-та. — [Репринтом изд.] — Харьков, 2013. — С. 28—34. — (Речи, говоренныя в торжественных годовых собраниях Имп. Харьк. ун-та: 1805—1809).
- Systema novum docendi et discendi linguam latinam. — Харьков: Тип. ун-та, 1806.